# Pawn Shop Chronicles
Pawn Shop Chronicles es una película del año 2013, protagonizada por Paul Walker, Elijah Wood, Brendan Fraser, Matt Dillon y Norman Reedus y dirigida por Wayne Kramer.

## Argumento
Cuando un costoso anillo de bodas desaparece, crea una salvaje persecución en su búsqueda, implicando a adictos a las metanfetaminas, a criminales y a un imitador de Elvis Presley.

## Elenco
- Paul Walker
- Elijah Wood
- Norman Reedus
- Vincent D'Onofrio
- Brendan Fraser
- Matt Dillon
- Thomas Jane
- Lukas Haas
- Rachelle Lefevre
- Pell James
- Michael Cudlitz
- DJ Qualls

- Datos: Q13472766